# Limburgse Schaakbond
De Limburgse Schaakbond (LiSB) is de overkoepelende schaakbond voor de Nederlandse provincie Limburg. LiSB is een onderdeel van de Koninklijke Nederlandse Schaakbond en is opgericht op 25 maart 1927. In 2018 waren er 25 verenigingen aangesloten. Elk jaar wordt door het LiSB het Kampioenschap van Limburg georganiseerd. Dit gebeurt tijdens het Limburg Open in Maastricht.